# Fear Factory
Fear Factory (v překladu Továrna strachu) je americká industrial metalová kapela založená v Los Angeles v roce 1989. Během své kariéry vydala kapela deset studiových alb a postupně se vyvíjela skrze různé zvukové proměny, avšak stále v rámci svého hlavního stylu industrial metalu. V průběhu let docházelo v kapele k častým změnám v sestavě, přičemž zpěvák Burton C. Bell byl jediným stálým členem po dobu 31 let až do svého odchodu v roce 2020. Kytarista Dino Cazares je jediným původním členem, který v kapele zůstal.
Kapela si dala pauzu v březnu 2002 kvůli vnitřním sporům, ale o rok později obnovila činnost, tentokrát bez zakládajícího člena Cazarese. Bývalý baskytarista Christian Olde Wolbers ho nahradil na kytaře, zatímco baskytaru převzal Byron Stroud. Po druhé přestávce v roce 2006 se Fear Factory znovu sjednotili v dubnu 2009 s novou sestavou, ve které se vrátil Cazares, Gene Hoglan nahradil původního bubeníka Raymonda Herreru a Bell a Stroud znovu zaujali své předchozí role; tato sestava nahrála sedmé studiové album s názvem Mechanize (2010). Wolbers a Herrera – kteří dohromady vlastnili 50 % práv na kapelu – zpochybnili legitimitu obnovené sestavy a mezi oběma stranami začal právní spor. I přes to od té doby Fear Factory vydali tři další alba: The Industrialist (2012), Genexus (2015) a Aggression Continuum (2021).
Kapela vystoupila čtyřikrát na festivalu Ozzfest a na prvním ročníku festivalu Gigantour. Jejich singly se umístily v americké hitparádě Mainstream Rock Top 40, a jejich alba se dostala na žebříčky Billboard Top 40, 100 a 200. V samotných Spojených státech prodali více než milion kopií svých alb.

## Historie

### Pozadí vzniku
Historie Fear Factory se začala psát v roce 1989 v Los Angeles. Tehdy se dva přátelé, kytarista Dino Cazares a bubeník Raymond Herrera, rozhodli, že si založí novou kapelu. Cazares v té době hrál v grindcoreové kapele The Douch Lords, která měla zkušebnu v domě, kde zkoušela další grindcorová skupina Hate Face, ve které zpíval Burton C. Bell. Cazares jednou potkal Burtona, jak si melodicky prozpěvuje skladbu od U2, což ho zaujalo natolik, že ho pozval do nové kapely. Vzniká tak nová formace ve složení: Burton C. Bell - zpěv, Dino Cazares - kytara, Raymond Herrera - bicí. Trio si dává název Ulceration (hnisání vředu), později si však skupina definitivně mění jméno na originálnější Fear Factory (továrna strachu).

### Počáteční léta (1989–1991)
Fear Factory ve svých počátcích zkoušejí a dávají dohromady první hotové skladby a vznikají první dema, ve kterých hudebně slučují prvky grindcoru, death metalu a industrialu. První dvě skladby se objevily na kompilaci "L.A. Death Metal Compilation" a první koncert Fear Factory se odehrál 31. října 1990. Nadějné kapely se ujímá tehdy neznámý producent Ross Robinson, který formaci pomáhá se vznikem prvního oficiálního hudebního počinu, ale spolupráce s ním nedopadla dobře a tak je vyměněn za Colina Richardosona, s kterým skupina téměř hotový materiál předělává. Tato prvotina vychází pod jménem "Concrete" a kapele přinesl vytoužený kontrakt s nahrávací společností, kterou v případě Fear Factory byla Roadrunner Records. Ke kontraktu kapele nemalou měrou pomohl tehdejší frontman Sepultury Max Cavalera, který Roadrunneru hudební prvotiny Fear Factory doporučil.

### Vrcholná éra (1992–2000)
První album Fear Factory Soul of New Machine vyšlo v srpnu 1992 a na metalové scéně znamenalo revoluci. Fear Factory zkombinovali prvky hardcoru, thrash metalu, groove metalu, death metalu a grindocoru a to vše zasazené do strojově chladného industriálního aranžmá, doprovázené samply a klávesovými plochami. Největším překvapením ale byl vokální výkon Burtona C. Bella, který střídal brutální growling s čistým melodickým vokálem - to bylo na počátku 90. let na metalovém poli skutečně ojedinělé a mezi posluchači kolovala fáma, že kapela má dva zpěváky. I přes veškerý rozruch byla deska Soul of New Machine v době vydání po celém světě nepochopena - s výjimkou Evropy, kde byl o hudbu Fear Factory nebývalý zájem. Kapela přibrala do skupiny klávesistu Reynorda Diega a baskytaristu Andrea Shivese a vydala se na turné, kde koncertovala s kapelami Biohazard, Sepultura, Sick of It All, Brutal Truth a Cannibal Corpse. V dubnu 1993 kapela vydává album Fear Is The Mindkiller, kde byly známé skladby upraveny a zremixovány do dub a techno podoby - čímž Fear Factory opět šokovali. Některým fanouškům se tyto remixy nelíbily, členové Fear Factory ale byli vždy na své hudební vizionářství patřičně hrdí.
V prosinci 1993 do Fear Factory přichází baskytarista Christian Olde Wolbers, který nahrazuje Shivese. Skupina je nyní v sestavě, která bývá označována za klasickou: Burton C. Bell - zpěv, Dino Cazares - kytara, Raymond Herrera - bicí, Christian Olde Wolbers - baskytara. Fear Factory skládají a nahrávají nové album, které vychází v červnu 1995 pod názvem Demanufacture a stejně jako debut způsobilo patřičný rozruch. Strojově chladná industriální atmosféra byla ještě chladnější a mnohem dokonalejší než na předchozí nahrávce, kytarové riffy a samply byly více brutálnější a naopak Burton C. Bell používal melodičtější a čistější vokály - tyto kontrasty vzájemně vynikly a vytvořily mimořádně působivý výsledek: Demanufacture je považováno za nejlepší album Fear Factory a zároveň za jedno z nejdůležitějších metalových alb 90. let. Fear Factory definitivně prorazili na vrchol - koncertují s kapelami Black Sabbath, Iron Maiden a Megadeth. V dubnu 1997 přichází na trh další album remixů - Remanufacture, na kterém byly coververze z alba Demanufacture.
V červenci 1998 se objevuje nové album Fear Factory - Obsolote. Hudba z tohoto alba již nebyla tak tvrdá jako na předchozích nahrávkách, převládaly melodické vokály a refrény a objevily se prvky alternativního a progresivního metalu. Obsolete se stalo úspěšným a nejprodávanějším albem Fear Factory - bylo vřele přijato jak kritikou, tak fanoušky a to i přes to, že deska již nebyla zdaleka tak inovátorská jako předchozí počiny. Následují další turné a koncerty a koncem 90. let jsou Fear Factory jednou z nejúspěšnějších a nejžádanějších metalových skupin a kapela je na absolutním vrcholu.

### Období 1. krize (2000–2002)
Na přelomu tisíciletí se po dlouhých úspěšných letech vyskytly první větší problémy. Členové skupiny byli po dlouhých koncertních šňůrách unavení, vztahy mezi jednotlivými muzikanty značně ochladly a skupina se ocitla v tvůrčí krizi. V této atmosféře začali Fear Factory skládat skladby pro novou desku. Netrpělivě očekávané album Digimortal vyšlo 24. dubna 2001 a znamenalo obrovské zklamání: Kytarové riffy byly oproti minulým nahrávkám značně otupělé a nenápaditým kompozicím vévodil Bellův unavený vokál. Zdálo se, že kapele došly nápady a bylo evidentní, že Továrna strachu je sužována neurčitými problémy.
Vlažné přijetí alba Digimortal ovzduší v kapele vůbec neprospělo. 30. července 2002 vychází další album Fear Factory - Concrete, které obsahovalo materiál z jejich prvotiny, nahrané v roce 1991. Album však nevydala kapela, ale dávný producent Fear Factory Ross Robinson, který nejenže tento materiál vlastnil, ale patřily mu k němu i práva, takže ho mohl vydat bez souhlasu členů skupiny, což už tak dost napjaté atmosféře v kapele vůbec nepomohlo.
Krize později vrcholí téhož roku, když Burton C. Bell požádá Cazarese, aby kapelu opustil, a ten skutečně po třinácti letech z Fear Factory odchází. Krátce po Cazaresově odchodu přichází další šok, když odchází i sám Bell. Dva zbylí členové - Raymond Herrera a Christian Olde Wolbers - neví, jak na vzniklou situaci reagovat a Fear Factory se ocitají v agonii.

## Sestava

### Členové skupiny
- Dino Cazares – kytary (1991–2002, 2009–současnost)
- Tony Campos – baskytara (2015–současnost)
- Pete Webber – bicí (2023–současnost)
- Milo Silvestro – zpěv (2023–současnost)

### Bývalí členové skupiny

#### Zpěváci
- Burton C. Bell – zpěv (1989–2002, 2002–2006, 2009–2020)

#### Baskytaristé
- David Gibney (1989–1991)
- Andrew Shives (1991–1994)
- Christian Olde Wolbers – basa (1994–2002), kytara (2004–2008)
- Byron Stroud (2002–2006, 2009–2012)
- Matt DeVries (2012–2015)
- Javier Arriaga (host: 2023, 2024)
- Alexandro Hernandez (host: 2023)

#### Bubeníci
- Raymond Herrera – bicí (1991–2008)
- Gene Hoglan – bicí (2009–2012)
- Mike Heller – bicí (2012–2023)

Časová osa

## Diskografie
- 1992: Soul of a New Machine (znovu vydáno v roce 2004)
- 1995: Demanufacture (znovu vydáno v roce 2005)
- 1998: Obsolete
- 2001: Digimortal
- 2002: Concrete (nahráno v roce 1991)
- 2004: Archetype
- 2005: Transgression
- 2010: Mechanize
- 2012: Industrialist
- 2015: Genexus
- 2021: Aggression Continuum